# ساشا هيلدمان
ساتشا هيلدمان (بالألمانية: Sascha Hildmann)‏ هو لاعب كرة قدم ألماني في مركز الدفاع، ولد في 7 أبريل 1972 في كايسرسلاوترن في ألمانيا. لعب مع ألمانيا آخن ونادي بيرمازنز ونادي ساربروكن ونادي كايزرسلاوترن ونادي هامبورغ 08.

## وصلات خارجية
- ساتشا هيلدمان على موقع قاعدة بيانات كرة القدم.إي يو (الإنجليزية)
- ساتشا هيلدمان على موقع بيانات كرة القدم. دي إي (الألمانية)
- ساتشا هيلدمان على موقع عالم كرة القدم.نت (الإنجليزية)